# HD 21693
HD 21693 é uma estrela na constelação de Reticulum. Tem uma magnitude aparente visual de 7,94, portanto não é visível a olho nu. Com base em sua paralaxe medida pela sonda Gaia, está localizada a uma distância de 108,7 anos-luz (33,3 parsecs) da Terra.
Esta é uma estrela de classe G com um tipo espectral de G9IV-V, estando entre a sequência principal e o ramo das subgigantes. Em 2011, foi anunciada a descoberta pelo método da velocidade radial de dois planetas ao seu redor.

## Estrela
Esta estrela é classificada com um tipo espectral de G9IV-V, indicando que é uma estrela levemente evoluída que está entre a sequência principal e o ramo das subgigantes. Modelos de evolução estelar indicam que tem uma massa de 90% da massa solar e uma idade mais provável de aproximadamente 7 bilhões de anos, embora com uma grande incerteza de mais ou menos 4 bilhões de anos. Possui um raio calculado em 93% do raio solar e uma luminosidade de 66% do valor solar. Sua temperatura efetiva é de 5 430 K e sua metalicidade, a abundância de elementos mais pesados que hélio, é aproximadamente igual à solar.
HD 21693 apresenta um ciclo de atividade estelar de 10 anos, similar ao ciclo solar, evidenciado por variações a longo prazo em vários indicadores espectrais de atividade da estrela. Seu índice de atividade cromosférica log R′HK varia entre −5,02 e −4,83 ao longo do ciclo, uma amplitude similar à do ciclo magnético do Sol. Esse índice também apresenta um sinal mais fraco com período de 33,5 dias, o qual pode corresponder ao período de rotação da estrela. O ciclo de atividade também afeta a velocidade radial da estrela, o que teve que ser considerado para criar a solução orbital dos planetas do sistema.
HD 21693 não possui estrelas companheiras conhecidas. Uma observação pelo instrumento NACO no Very Large Telescope não detectou outras estrelas no sistema, impondo um limite na massa de uma segunda estrela de 0,09 M☉ a uma separação de 0,5 segundos de arco.

## Sistema planetário
Em 2011, foi anunciada a descoberta de dois planetas extrassolares orbitando HD 21693, detectados pelo método da velocidade radial a partir de observações pelo espectrógrafo HARPS, no Observatório de La Silla. A análise detalhada dos dados que levaram à descoberta dos planetas só foi publicada em 2019. O instrumento realizou 210 medições da velocidade radial da estrela entre 2003 e 2015, revelando dois sinais periódicos causados pela presença de planetas em órbita, além de um sinal de 10 anos causado pelo ciclo de atividade da estrela. Os sinais atribuídos aos planetas não possuem equivalentes nos indicadores espectrais de atividade da estrela, o que demonstra sua natureza planetária. Os resíduos dos dados, após todos os sinais periódicos serem subtraídos, ainda apresentam alta variabilidade, o que pode ser causado por alta granulação na superfície da estrela.
O planeta mais interno, HD 21693 b, está na transição entre as super-Terras e os planetas netunianos, possuindo uma massa mínima de 8,2 vezes a massa da Terra. Como o método da velocidade radial não consegue determinar a inclinação da órbita no plano do céu, apenas uma massa mínima é calculada, embora a massa real geralmente seja próxima do valor mínimo. Esse planeta orbita a estrela a uma distância de 0,15 UA com um período de 22,7 dias.
O segundo planeta, HD 21693 c, tem uma massa mínima de 17,4 vezes a massa da Terra, sendo similar a Netuno. Ele está a uma distância de 0,26 UA da estrela e tem um período orbital de 53,7 dias. Os dois planetas do sistema estão próximos de uma ressonância orbital 5:2, com uma razão de períodos de 2,37. Isso pode indicar que durante sua formação eles passaram por migração convergente que os levou a uma ressonância 5:2, mas acabaram perdendo essa ressonância após a dissipação do disco protoplanetário.
| Planeta | Massa                 | Semieixo maior (UA)   | Período orbital (dias) | Excentricidade  |
| ------- | --------------------- | --------------------- | ---------------------- | --------------- |
| b       | > 8,23+1,08 −1,05 M⊕  | 0,1455+0,0058 −0,0063 | 22,6786+0,0085 −0,0087 | 0,12+0,09 −0,08 |
| c       | > 17,37+1,77 −1,79 M⊕ | 0,2586+0,0103 −0,0113 | 53,7357+0,0312 −0,0309 | 0,07+0,06 −0,05 |